# Calcul infinitezimal
Calcul infinitezimal (sau calcul integral și diferențial) este denumirea dată ramurii analizei matematice care studiază schimbarea, operând cu mărimi infinitezimale, prin intermediul a două mari subramuri: calcul diferențial (rate de variație și pante ale curbelor) și calcul integral (suprafața sub o curbă și dintre curbe). Acestea sunt legate între ele de teorema fundamentală a calculului integral. În prezent, calculul infinitezimal are utilizări nenumărate în domeniul științific și inginerie, și poate rezolva unele probleme pe care algebra nu le poate rezolva.
Dezvoltarea calculului infinitezimal îi are în vedere, în principal, pe Arhimede, Pierre de Fermat, Isaac Newton și Gottfried Leibniz.